# Eubazus involutus
Eubazus involutus är en stekelart som beskrevs av Sergey A. Belokobylskij 1998. Eubazus involutus ingår i släktet Eubazus och familjen bracksteklar. Inga underarter finns listade i Catalogue of Life.